# بترل كوك
بترل كوك (الاسم العلمي: Pterodroma cookii) هو نوع من فصيلة طيور بترل.